# Pentace cordifolia
Pentace cordifolia är en malvaväxtart som beskrevs av Ridley. Pentace cordifolia ingår i släktet Pentace och familjen malvaväxter. Inga underarter finns listade i Catalogue of Life.